# A4Tech
A4Tech — тайванська електротехнічна компанія, яка була заснована в 1987 році Робертом Ченгом. Компанія виробляє комп'ютерну периферію: клавіатури, миші, ігрові маніпулятори, акустичні системи, гарнітури тощо. Сукупний обсяг виробництва становить більше 3 млн пристроїв на місяць. Загальна чисельність співробітників близько 4 тисяч чоловік. Розробкою нових продуктів займаються близько 200 інженерів. З моменту заснування компанія є приватною. Кількість власників і їхні частки в статутному капіталі не розголошуються. Також компанія не публікує звіти про прибутки і збитки, дані про обсяги продажів та іншу фінансову звітність. Однак на офіційному сайті компанії вказано, що в 2010 році компанією було реалізовано понад 80 млн периферійних пристроїв (без зазначення обсягу продажів у грошовому вираженні).